# باسكال لوجيه
باسكال لوجيه (بالفرنسية: Pascal Laugier) (و. 1971  م) هو كاتب سيناريو، ومخرج أفلام، ومخرج فرنسي، بدأ مشواره المهني سنة 1993.

## وصلات خارجية
- باسكال لوجيه على موقع IMDb (الإنجليزية)
- باسكال لوجيه على موقع ألو سيني (الفرنسية)
- باسكال لوجيه على موقع ميوزك برينز (الإنجليزية)
- باسكال لوجيه على موقع أول موفي (الإنجليزية)
- باسكال لوجيه على موقع قاعدة بيانات الأفلام السويدية (السويدية)
- باسكال لوجيه على موقع ديسكوغز (الإنجليزية)
- باسكال لوجيه على موقع قاعدة بيانات الفيلم (الإنجليزية)
- باسكال لوجيه على موقع كينوبويسك (الروسية)